# SIROCO
SIROCO（シロコ、1982年3月29日 - ）は、京都市出身のフラメンコダンサー。
2017年スペインロンダ国際コンクール「Aniya la Gitana de Ronda」にて日本人男性では初となる優勝を果たした。

## 来歴
1982年、京都室町に生まれる。天下一品の骨付き唐揚げとこってりラーメンが好物だった。中学生の頃ダンスに出会い、当時はストリートダンスに夢中になる。高校卒業の頃には、新しい自分のスタイルを開拓するためモダンダンスやコンテンポラリーダンスなどにも挑戦した。
そんな中、2002年 カルロス・サウラの映画『フラメンコ』の一幕で、当時スペインでスーパースターだったフラメンコダンサーホアキン・コルテスを観たことで、フラメンコと衝撃的な出会いをする。 
その後にスペイン留学、以後何度も渡西を重ねるうちに、フラメンコ界のトップアーティスト”皇帝”ファルキートや、“貴公子”ファン・デ・ファンと出会い、彼らから沢山のフラメンコを学ぶ。
2011年 日本フラメンコ協会 新人公演にて奨励賞を受賞。舞台・ライブ経験を積み重ね、日本のトップアーティストとしての頭角を現していく。
2015年に国際的フラメンコギタリスト沖仁と出会う。共に仕事をしていく中で彼から沢山の影響を受け、本場スペインへの挑戦を思い描くようになる。
そして、フラメンコダンサーとして15年目となる2017年には、スペインロンダ県で開催されている国際コンクール『第23回アニージャ・ラ・ヒターナ・デ・ロンダ』にて日本人男性舞踊手として初の優勝という快挙を果たす。
現在は関西を中心に、全国やスペインを股にかけ活動し、大阪と京都で自身が主宰を務めるフラメンコスタジオを運営。後進の指導にも力を注いでいる。

## ダンスの特徴

### 主な共演アーティスト
沖仁、古澤巌、はたけやま裕、今枝友加、三枝雄輔、徳永兄弟、FARRUCO、Rafael de Utrera、Carmen Lozano、Moi de Moron、Antonio Villar、Manuel de la Malena、Emilio Maya、Juan Jose Villar、Juan Villar hijo、Juan Jose Amador、Juan Cantarote、Jesus Flores、Javier Heredia etc…

## 主な受賞歴
- 2011年 フラメンコルネサンス２１ 新人公演奨励賞受賞
- 2014年 スペイン舞踊振興MARUWA財団平成26年度助成事業作品入賞
- 2017年 第23回アニージャ・ラ・ヒターナ・デ・ロンダ バイレ部門優勝
- 2018年 スペイン舞踊振興MARUWA財団平成26年度助成事業作品入賞

## 公演

### 主な劇場公演
- 2006年4月「SENTIDO」京都文化芸術会館 開催
- 2007年6月「como el agua」滋賀県立びわこホール（中ホール）
- 2007年10月「libertad」京都文化芸術会館
- 2009年8月「sembrando」目黒区民ホール、京都文化芸術会館
- 2012年7月「alma flamenca」京都府立陶板名画の庭
- 2014年7月「LosVillares2014」京都府立陶板名画の庭 ほか
- 2014年9月 スペイン舞踊振興MARUWA財団平成26年度助成事業作品
- 「ALMA FLAMENCA “COMPADRE”〜親友〜」京都府立陶板名画の庭、新宿明治安田生命ホール
- 2015年9月「ALMA FLAMENCA」横浜 Motion Blue
- 2016年5月「アンダルシア幻想」大阪大丸心斎橋劇場
- 2016年9月「EVOCACION」京都府立陶板名画の庭、新宿明治安田生命ホール
- 2017年3月「LosVillares2017」松山、大阪、名古屋、東京で開催
- 2018年5月 スペイン舞踊振興MARUWA財団平成30年度助成事業作品  スペインロンダ国際コンクール優勝記念公演「SIROCO FLAMENCO〜熱風のフラメンコ〜」大阪、東京、名古屋、松山、京都で開催

### スペイン公演
- 2013年 MORON DE LA FRONTERA PEÑA EL GALLO
- 2014年 Jerez de la Frontera Pena De La Buleria
- 2017年 XLIX FESTIVAL CANTE GRANDE DE RONDA
- 2018年 HOMENAJE DE JAPON A RONDA

### プロデュース・招聘公演
- 2013年11月「La Voz del Baile〜踊りの声〜」京都劇場、東京シアター1010
- 2017年1月「FLAMENCO FESTIVAL in OSAKA2017」大阪amHall
- 2017年9月「FLAMENCO FESTIVAL in TOYAMA」サンフォルテ富山
- 2017年9月「OKINAWA VIVA」沖縄市民小劇場あしびなー
- 2017年9月「FLAMENCO FESTIVAL in FUKUOKA」福岡電気ビルみらいホール
- 2017年9月「EL FARRU JAPAN TOUR」大阪グランフロントナレッジシアター、東京イイノホール、新潟ユニゾンプラザ

## 出演

### イベント出演
- 2015年7月「情熱大陸SPECIAL LIVE SUMMER TIME BONANZA 2015」万博記念公演公園、葛西臨海公園
- 2015年「沖仁コンサートツアー2015〜Guittara Flamenca〜」サンケイホールブリーゼほか
- 2016年「沖仁スプリングツアー2016」Billboard TOKYOほか
- 2018年4月「京都高島屋第66回上品會」大覚寺
- 2018年6月 ポルシェセンター京都主催「ポルシェ・マカンとフラメンコを愛でる会」ハイアットリージェンシー京都

### メディア出演
- 2016年「モモコのOH！ソレ！み～よ！」関西テレビ
- 2017年「ちちんぷいぷい：Today's VOICE ニュースな人」毎日放送
- 2017年「おやかまっさん」KBS京都
- 2017年「なじラテ：コレなじ」BSN新潟放送
- 2017年「笹川友里 プレシャスサンデー」TBSラジオ
- 2020年「激レアさんを連れてきた。」テレビ朝日